# Ipomoea lutea
Ipomoea lutea là một loài thực vật có hoa trong họ Bìm bìm. Loài này được Hemsl. mô tả khoa học đầu tiên năm 1879.